# Lee Kiefer
Lee Kiefer (* 15. Juni 1994 in Cleveland) ist eine US-amerikanische Florettfechterin. Die Rechtshänderin gewann zweimal olympisches Gold im Floretteinzel 2020 und 2024. Mit der Mannschaft der USA wurde sie im Jahr 2018 Weltmeisterin in Wuxi.

## Leben und Erfolge
Kiefer, die aus einer Fechterfamilie stammt, begann mit dem Fechten im Alter von fünf Jahren. Später focht sie im College-Team der University of Notre Dame, in dem sie mehrere Auszeichnungen gewann. Im Jahr 2009 war sie das jüngste Mitglied der Nationalmannschaft bei den Weltmeisterschaften in Antalya. Neben zahlreichen Siegen bei den Panamerikanischen Meisterschaften in Einzel und Mannschaft gewann sie 2011 und 2019 Bronze bei den Fechtweltmeisterschaften mit der Mannschaft. 2017 und 2022 wurde sie Mannschafts-Vizemeisterin, 2018 zusammen mit Margaret Lu, Nzingha Prescod und Nicole Ross Mannschaftsweltmeisterin vor dem italienischen Team. Im Einzel gewann sie 2022 eine Bronzemedaille bei den Weltmeisterschaften in Kairo, eine weitere 2023 in Mailand. 2025 wurde sie in Tiflis erstmals Weltmeisterin im Einzel.
Bei den Olympischen Spielen nahm sie regelmäßig seit 2012 teil. Bei den Spielen 2012 in London wurde sie Fünfte im Einzel und Sechste mit dem Team. In Rio 2016 wurde sie Zehnte im Einzel. Ihren größten Erfolg errang sie bei den Spielen in Tokio 2020 (die Coronabedingt ein Jahr verspätet im Jahr 2021 stattfanden): Im Einzel gewann sie die Goldmedaille vor den beiden Russinnen Inna Deriglasowa und Larissa Korobeinikowa. Mit der Mannschaft belegte sie den vierten Platz. Bei den Spielen im Jahr 2024 in Paris konnte sie ihren Titel gegen ihre Landsfrau Lauren Scruggs mit einem 15:6-Sieg im Finale verteidigen. In der Mannschaftskonkurrenz besiegte sie mit der US-amerikanischen Équipe zunächst die Mannschaften Chinas und Kanadas, ehe mit 45:39 auch ein Sieg im Finale gegen Italien folgte. Damit wurde Kiefer mit Jacqueline Dubrovich, Lauren Scruggs und Maia Weintraub auch in diesem Wettbewerb Olympiasiegerin.
Kiefer ist mit dem Fechter Gerek Meinhardt verheiratet. Nach dem Abschluss eines Bachelorstudiums an der University of Kentucky in Lexington plante sie eine Ausbildung als Ärztin an einer Medical School, nachdem sie 2017 die Spitze der FIE-Weltrangliste erreichen konnte, entschied sie sich jedoch, sich vorerst auf ihre sportliche Karriere zu konzentrieren.